# Яз (Сучава)
Яз (рум. Iaz) — село у повіті Сучава в Румунії. Входить до складу комуни Дорнешть.
Село розташоване на відстані 385 км на північ від Бухареста, 35 км на північний захід від Сучави, 146 км на північний захід від Ясс.

## Населення
За даними перепису населення 2002 року у селі проживали 269 осіб, усі — румуни. Усі жителі села рідною мовою назвали румунську.